# Baltimore Bullets 1948-1949
La stagione 1948-49 dei Baltimore Bullets fu la 2ª nella BAA per la franchigia.
I Baltimore Bullets arrivarono terzi nella Eastern Division con un record di 29-31. Nei play-off persero nella semifinale di division con i New York Knicks (2-1).

## Roster
| N°  | Naz.                   | Ruolo | Sportivo        | Anno | Alt. | Peso |
| --- | ---------------------- | ----- | --------------- | ---- | ---- | ---- |
|     | Stati Uniti (bandiera) | A     | Doug Holcomb    | 1921 | 193  | 91   |
|     | Stati Uniti (bandiera) | AC    | Don Martin      | 1920 | 201  | 95   |
| 3   | Stati Uniti (bandiera) | GA    | Chick Reiser    | 1914 | 180  | 75   |
| 4   | Stati Uniti (bandiera) | A     | Darrell Brown   | 1923 | 188  | 79   |
| 4   | Stati Uniti (bandiera) | GA    | Hal Tidrick     | 1915 | 185  | 86   |
| 5   | Stati Uniti (bandiera) | GA    | Freddie Lewis   | 1921 | 188  | 88   |
| 5-7 | Stati Uniti (bandiera) | GA    | Stan Stutz      | 1920 | 178  | 77   |
| 6   | Stati Uniti (bandiera) | G     | Buddy Jeannette | 1917 | 180  | 79   |
| 7   | Stati Uniti (bandiera) | C     | John Mahnken    | 1922 | 203  | 79   |
| 8   | Stati Uniti (bandiera) | GA    | Johnny Ezersky  | 1921 | 191  | 86   |
| 8   | Stati Uniti (bandiera) | GA    | Howie Rader     | 1921 | 185  | 86   |
| 9   | Stati Uniti (bandiera) | G     | Herb Krautblatt | 1926 | 185  | 86   |
| 9   | Stati Uniti (bandiera) | G     | Sid Tanenbaum   | 1925 | 183  | 73   |
| 9   | Stati Uniti (bandiera) | A     | Irv Torgoff     | 1917 | 188  | 87   |
| 10  | Stati Uniti (bandiera) | AC    | Jake Pelkington | 1916 | 198  | 100  |
| 11  | Stati Uniti (bandiera) | AC    | Connie Simmons  | 1925 | 203  | 101  |
| 12  | Stati Uniti (bandiera) | AC    | Walt Budko      | 1925 | 196  | 100  |
| 14  | Stati Uniti (bandiera) | AC    | Leo Mogus       | 1921 | 193  | 86   |
| 14  | Stati Uniti (bandiera) | GA    | Ray Ramsey      | 1921 | 188  | 75   |
| 15  | Stati Uniti (bandiera) | G     | Dan Kraus       | 1923 | 183  | 88   |
| 15  | Stati Uniti (bandiera) | AC    | Jack Toomay     | 1921 | 198  | 98   |

## Staff tecnico
- Allenatore: Buddy Jeannette